# ボル郡

ボル郡
Борски округ
Borski okrug

ボル郡（ボルぐん、Борски округ / Borski okrug）は、セルビアの郡。中心地はボル。2002年の国勢調査による人口は14万6551人である。

## 基礎自治体
郡には4つの基礎自治体がある。
- ボル（Bor）
- クラドヴォ（Kladovo）
- マイダンペク（Majdanpek）
- ネゴティン（Negotin）

## 人口
2002年の国勢調査による民族別の人口構成は次の通りである。
- セルビア人 = 11万8721人（81.01%）
- ヴラフ人 = 1万6449人（11.22%）
- ロマ = 1529人（1.04%）

## 経済
この地域には多くの銅と金の鉱山がある。特にボルとマイダンペクの両地域に多い。銀も見つかっているが、多くはない。